# Оружие Победы — Танк Т-34-85
Памятник Оружие Победы — Танк Т-34-85 установлен на перекрёстке улиц Угольная и Монтажников в посёлке Искателей. Открыт 8 мая 2015 года.
Памятник является символом вклада жителей Ненецкого национального округа в победу в Великой Отечественной войне.С сентября 1941 по январь 1943 года жители округа собрали денежные средства, в сумме один миллион семьдесят две тысячи рублей на строительство танковой колонны.

## История
Идея установки памятника принадлежит общественной организации «Реализация гражданских инициатив НАО», она же и организовала доставку танка в НАО. Постамент для установки танка подготовлен ОАО «Ненецкая нефтяная компания».
Танк, выпущенный в конце 1945 года, до списания состоял на вооружении Войска Польского.
Приобретённый в Польше на спонсорские средства, за 4 миллиона рублей, летом 2014 года он был отреставрирован и доставлен в Нарьян-Мар. Двигатель в танке отсутствует, 85-милиметровая пушка приведена в нерабочее состояние. Первоначально планировалось установить памятник в столице округа, но мэрия Нарьян-Мара не предоставила в указанные сроки план-график монтажа.
8 мая 2015 года в посёлке Искателей состоялась торжественная церемония открытия памятника, который стал первым в истории посёлка монументом в память о Великой Отечественной войне.
Митинги посвящённые Дню Победы в посёлке Искателей проходят рядом с памятником Оружие Победы ежегодно.
В 2018 году один из инициаторов открытия памятника, Глава администрации посёлка Искателей Григорий Коваленко в интервью газете Няръяна вындер отметил:
Танк Т-34, установленный у нас в поселке Искателей, выпущен уже после Великой Отечественной войны. Он для нас в первую очередь символ Великой Победы. Символ памяти о наших бойцах, о героизме всего советского народа-победителя. Не так важно, где и когда он был выпущен, какие именно бои прошел, а какие нет. Да, в округе не было танковых сражений, но наша общая задача – научить подрастающие поколения – потомков защитников Отечества с уважением относиться к нашей истории.